# Benvenuto Tisi

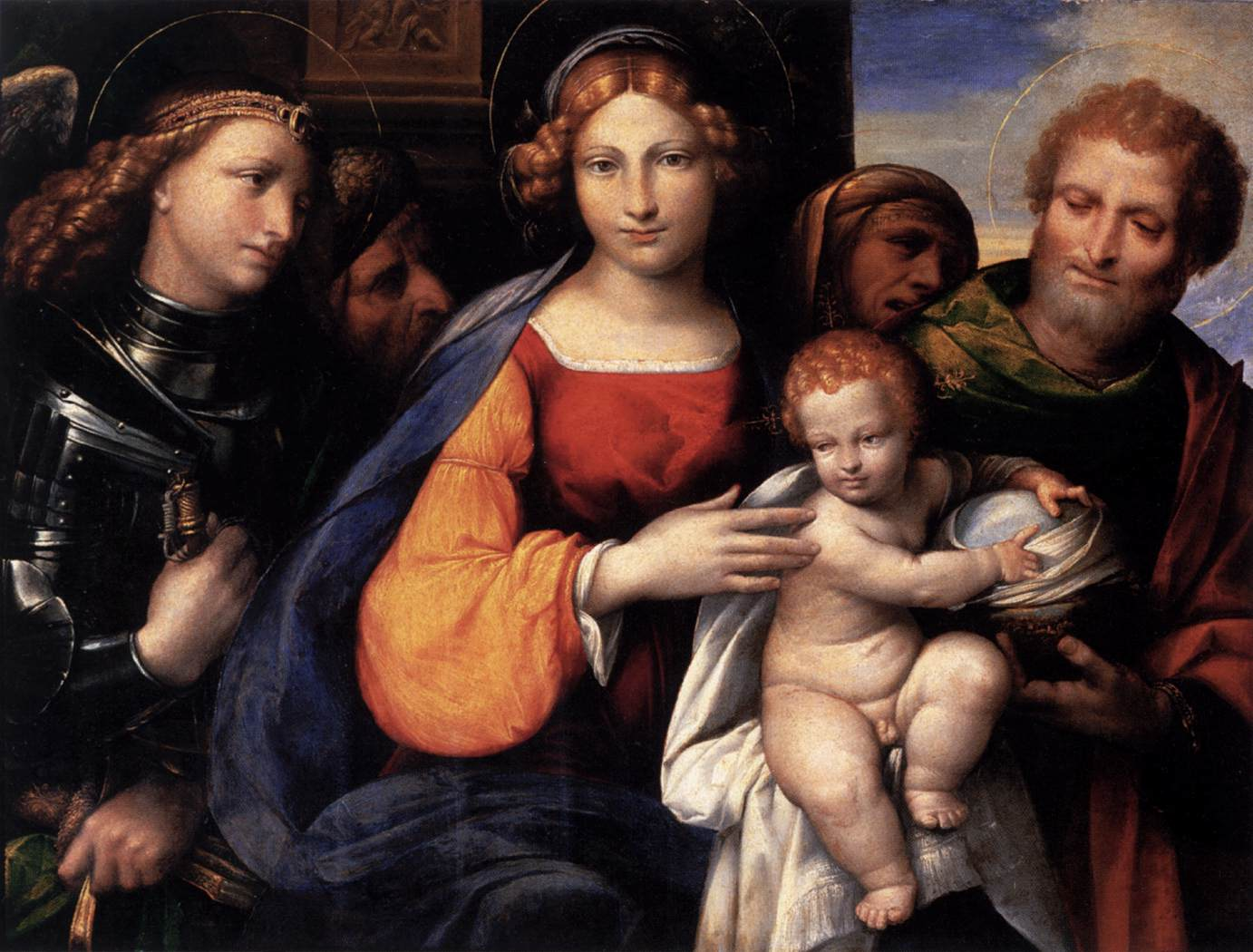
Benvenuto Tisi, Madonna z Dzieciątkiem i archaniołem Michałem i św. Józefem, Galleria Borghese w Rzymie.

Benvenuto Tisi, zwany Il Garofalo (ur. 1481 w Ferrarze, zm. 6 września 1559 tamże) – włoski malarz, tworzący w epoce renesansu i manieryzmu, przedstawiciel szkoły artystycznej z Ferrary.

## Życiorys
Najprawdopodobniej na początku lat dziewięćdziesiątych XV wieku odbywał wstępne szkolenie w warsztacie Domenico Panettiego. W 1495 roku terminował w Cremonie u Boccaccia Boccaccina. W roku 1500 na krótko przebywał w Rzymie, natomiast rok później przeniósł się do Bolonii, zostając uczniem Lorenzo Costy. W 1504 roku wrócił do Ferrary, rozpoczynając okres współpracy z Dosso Dossim, zaś w 1506 działał w Mantui. W 1512 roku na zaproszenie Girolamo Sacratiego, przyjaciela papieża Juliusza II, ponownie przybył do Rzymu, gdzie poznał Rafaela Santiego, którego dzieła mocno wpłynęły na jego późniejszy styl. W tym samym roku ponownie osiedlił się w Ferrarze, gdzie został objęty mecenatem księcia Alfonsa d’Este.
Zmarł w 1559 roku. Malował głównie sceny religijne, mitologiczne i alegorie. Ówcześnie był bardzo cenionym i szeroko znanym artystą. Jego życiorys opisał Giorgio Vasari.

## Znane dzieła
- Madonna z Dzieciątkiem i świętymi Dominikiem i Katarzyną ze Sieny (ok. 1505), zbiory National Gallery w Londynie
- Madonna z Dzieciątkiem (1510), Galleria dell’ Arte Studiolo, Mediolan
- Pokłon Trzech Króli (lata dwudzieste XVI wieku), High Museum of Art, Atlanta
- Święta Katarzyna z Aleksandrii (ok. 1515), National Gallery, Londyn
- Rzeź niewiniątek, (1519), Pinacoteca Nazionale, Ferrara
- Modlitwa w ogrójcu (ok. 1520), National Gallery, Londyn
- Alegoria miłości (ok. 1527), Londyn
- Zwiastowanie (1528), Musei Capitolini, Rzym
- Nawrócenie Szawła (1545), Galleria Borghese, Rzym
- Triumf Bachusa (obraz rozpoczęty przez Rafaela w 1517, ukończony przez Tisiego w 1540)
- Mars i Wenus, Zamek Królewski na Wawelu
- Chrystus umywający nogi apostołom, National Gallery, Waszyngton